# Carinodes dorsalis
Carinodes dorsalis là một loài tò vò trong họ Ichneumonidae.